# Patrick Heuscher
Patrick Heuscher (Frauenfeld, 22 de diciembre de 1976) es un deportista suizo que compitió en voleibol, en la modalidad de playa.
Participó en tres Juegos Olímpicos de Verano, entre los años 2004 y 2012, obteniendo una medalla de bronce en Atenas 2004 (haciendo pareja con Stefan Kobel). Ganó tres medallas en el Campeonato Europeo de Vóley Playa entre los años 2004 y 2006.

## Palmarés internacional
| Juegos Olímpicos   | Juegos Olímpicos               | Juegos Olímpicos  | Juegos Olímpicos |
| Año                | Lugar                          | Medalla           | Pareja           |
| ------------------ | ------------------------------ | ----------------- | ---------------- |
| 2004               | Atenas (Grecia)                | Medalla de bronce | Stefan Kobel     |
| Campeonato Europeo |                                |                   |                  |
| Año                | Lugar                          | Medalla           | Pareja           |
| 2004               | Timmendorfer Strand (Alemania) | Medalla de bronce | Stefan Kobel     |
| 2005               | Moscú (Rusia)                  | Medalla de plata  | Stefan Kobel     |
| 2006               | La Haya (Países Bajos)         | Medalla de bronce | Stefan Kobel     |